# Robert Mangold
Pour les articles homonymes, voir Mangold.
Robert Mangold (North Tonawanda, New York, 12 octobre 1937) est un peintre minimaliste américain.
Mangold se situe, avec Robert Ryman, Elsworth Kelly, Frank Stella et Kenneth Noland dans la peinture minimaliste, habituellement abstraite et tendant à la simplification maximale des formes et des couleurs, réduites au minimum pour faire ressortir la composante conceptuelle de la création artistique, considérée comme plus importante que le substrat matériel de l'œuvre, qui se voit épurée au dispositif initial de l'artiste, base développant l'idée que cependant, elle reste figée en sa phase initiale. Ainsi, les œuvres de Mangold sont souvent sans titre, suivant le célèbre slogan minimaliste « aucune illusion, aucune allusion ». De même, ce sont des œuvres sans délimitation, d'aspect irrégulier, avec des manques de proportions sur les côtés. Ce sont généralement des monochromes, en peinture acrylique, de tons pastels, sans traces perceptibles dans l'application de la peinture, sans signes extérieurs de l'intervention de l'artiste, contrairement à l'action painting nord-américaine.